# Радиус кривизны (оптика)

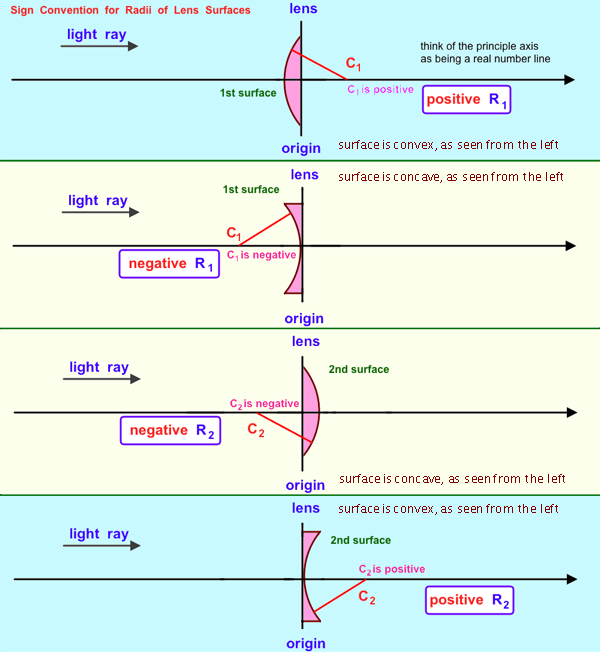
Соглашение о знаке радиуса кривизны для оптических элементов

Радиус кривизны имеет особое значение и регулируется соглашением о знаке при проектировании оптических систем. Сферическая линза или зеркальная поверхность имеет центр кривизны, расположенный либо вдоль локальной оптической оси системы, либо децентрализован относительно неё. Вершина поверхности линзы расположена на локальной оптической оси. Расстояние от вершины до центра кривизны — это радиус кривизны поверхности.
Условные обозначения для оптического радиуса кривизны следующие:
- Если вершина лежит слева от центра кривизны, то радиус кривизны положительный.
- Если вершина лежит справа от центра кривизны, то радиус кривизны отрицательный.

Таким образом, при взгляде на двояковыпуклую линзу сбоку радиус кривизны левой поверхности положительный, а радиус кривизны правой поверхности отрицательный.
Однако обратите внимание, что в других областях оптики, помимо проектирования оптических систем, иногда используются другие условные обозначения. В частности, во многих учебниках по физике используется гауссовское соглашение о знаках, согласно которому выпуклые поверхности линз всегда имеют положительную кривизну. Следует соблюдать осторожность при использовании формул, взятых из разных источников.

## Асферические поверхности
Оптические поверхности с несферическими профилями, такие как поверхности асферических линз, также имеют радиус кривизны. Эти поверхности обычно создаются таким образом, что их профиль описывается уравнением
{\displaystyle z(r)={\frac {r^{2}}{R\left(1+{\sqrt {1-(1+K){\frac {r^{2}}{R^{2}}}}}\right)}}+\alpha _{1}r^{2}+\alpha _{2}r^{4}+\alpha _{3}r^{6}+\cdots ,}
где предполагается, что оптическая ось лежит в направлении z, и {\displaystyle z(r)} прогиб соответствующий z-компоненте смещения поверхности от вершины на расстояние {\displaystyle r} от оси. Если {\displaystyle \alpha _{1}} и {\displaystyle \alpha _{2}} равны нулю, то {\displaystyle R} — радиус кривизны и {\displaystyle K} — коническая постоянная, измеренная в вершине (где {\displaystyle r=0}). Коэффициенты {\displaystyle \alpha _{i}} описывают отклонение поверхности от аксиально-симметричной квадратичной поверхности, задаваемой {\displaystyle R} и {\displaystyle K}.